# Palekitro
Palekitro (gr. Παλαίκυθρο, tur. Balıkesir) – wieś na Cyprze, w dystrykcie Nikozja.